# Església Ortodoxa Sèrbia
L'Església Ortodoxa Sèrbia (en serbi: Српска православна црква/Srpska pravoslavna crkva), és una de les esglésies autocèfales integrades en la comunió ortodoxa. Amb l'autocefàlia declarada el 1219 i reconeguda el 1922, té la seu del Patriarcat a Belgrad. Exerceix la jurisdicció sobre els ortodoxos de Sèrbia, Montenegro, Croàcia i Bòsnia i Hercegovina, fonamentalment, però s'estén a la majoria de països que han rebut la influència de la immigració serboeslava, sia històricament com en l'actualitat.

## Història

### Orígens
Els serbis es van convertir al cristianisme poc temps després d'arribar als Balcans, abans del Gran Cisma entre l'Església Catòlica Romana, de ritu llatí, i l'Església Ortodoxa, de ritu grec. Durant la primera edat mitjana, la fidelitat religiosa dels serbis era dividida o indefinida respecte a aquestes dues esglésies. Es considera que a principi del segle xiii Sant Sava, fill d'Esteve Nemanja (fundador de l'estat medieval serbi) i germà de Stefan Prvovencani (primer rei de Sèrbia), van unir els serbis en la comunió ortodoxa i van persuadir el Patriarcat de Constantinoble d'atorgar l'autocefàlia a l'Església de Sèrbia, essent el mateix Sava el seu primer arquebisbe. L'estatus de l'església sèrbia va créixer en mida i prestigi alhora que el regne medieval dels serbis. Quan el Rei Esteve Dušan assumí el títol imperial de tsar el 1346, l'Arquebisbat de Pec assolí la posició de Patriarcat. En els orígens del cristianisme serbi van tenir un paper rellevant els monestirs, els més importants dels quals, per llur història i llur valor, són: Visoki Dečani (1327-35), Gračanica (1320), Kalenič (segle xv), Ravanica (1381), Sopoćani (1258-63), Studenica (1180) i Žiča (1207-20).

### Sota la dominació turca
El 1459, l'Imperi Otomà conqueria Serbia i una gran part de l'antic regne va integrar l'Imperi. Encara que alguns serbis es convertiren a l'islam, molts mantingueren l'ortodòxia. L'Església Sèrbia continua existint durant aquest període otomà, tanmateix amb alguna discontinuïtat. Després de la mort del Patriarca Arsenios II el 1463, no s'elegí un successor i el Patriarcat fou abolit de facto, passant l'església a la jurisdicció del Patriarcat Ecumènic de Constantinoble. L'autocefàlia sèrbia es va restaurar el 1557 quan Makarije Sokolović, Macarios, fou elegit Patriarca a Pec. La restauració del Patriarcat fou de gran importància per als serbis perquè l'aglutinà esperitualment durant la dominació otomana. Després de conseqüents revoltes dels serbis contra els ocupants turcs, aquests aboliren de nou el Patriarcat el 1766. L'Església romania una vegada més sota la jurisdicció del Patriarcat Ecumènic de Constantinoble, entrant en un període de decadència durant el qual molts cristians dels Balcans es convertiren a l'Islam per evitar impostos severs imposats pels turcs en la venjança per les revoltes i la resistència. Molts serbis emigraven amb els seus jerarques a territoris de la monarquia Habsburg, on se'ls havia concedit autonomia. La seu de l'arquebisbisbat es traslladà de Peć a Karlovci. La nova Metròpoli de Karlovci esdevingué Patriarcat el 1848.
La identificació entre l'Església i la resistència a la dominació otomana van associar fortament la identitat nacional dels serbis a l'Ortodòxia., fet que s'accentuà amb la nova monarquia que emergí el 1817. L'Església Sèrbia finalment recobrava la seva autocefàlia el 1879, l'any després del reconeixement per part de les grans potències de Sèrbia com a estat independent. Aquesta església es conegué com la Metròpoli de Belgrad, i així al final del segle xix i començament del segle xx, existiren dues Esglésies sèrbies separades: el Patriarcat de Karlovci, en la Monarquia Habsburg, i la Metròpoli de Belgrad al Regne de Sèrbia. El metropolità de Montenegro i el Litoral fou considerat el successor al Patriarcat de Peć.
Després de la Primera Guerra Mundial tots els serbis ortodoxos s'uniren sota una sola autoritat eclesiàstica, i les dues esglésies existents s'unien sota el 'Patriarchate de Serbia el 1920 amb l'elecció de Patriarca Dimitrije. Guanyà així una gran influència política i social al Regne de Iugoslàvia, frenant les intencions del govern iugoslau de signar un concordat amb la Santa Seu.

### Segona Guerra Mundial
Durant la Segona Guerra Mundial l'Església Sèrbia patí una important persecució pel règim ústaixa de l'Estat independent de Croàcia (1941-1945), període en què molts clergues foren assassinats i diverses esglésies i temples destruïts. L'estat inicià un programa massiu de conversions forçoses al catolicisme, i es creà una Església Ortodoxa de Croàcia afí als objectius del règim d'Ante Pavelić. A la fi de 1945, l'Església ortodoxa va estimar que unes quatre cents esglésies havien estat totalment destruïdes, i moltes d'altres saquejades i deteriorades. Les esglésies i monestirs de Fruška Gora es van veure afectats quasi completament. Tres bisbes foren assassinats: el metropolità de Dabar-Bòsnia Petar Zimongić (al camp de concentració de Jasenovac), el bisbe de Banja Luka Platon Jokanović, i el bisbe de Karlovac Sava Trlagić. El bisbe de Zagreb Dositej Vasić va morir en un hospital a Belgrad després de ser torturat per la policia ústaixa.

### Iugoslàvia
En acabar la guerra, el govern socialista de Josip Broz Tito va considerar perillosos els possibles lligams de l'Església amb la monarquia sèrbia a l'exili o el moviment nacionalista txètnik. Junt amb unes altres institucions eclesiàstiques, l'Església Sèrbia estigué subjecte a controls estrictes per part de l'estat iugoslau que va confiscar les seves propietats i prohibir l'ensenyament de religió a les escoles.

### Guerra als Balcans (Guerres de Iugoslàvia)
Les Guerres de Iugoslàvia (entre 1991 i 2001) van donar protagonisme polític a l'Església Sèrbia, sempre en una posició difícil. Essent un referent històric i espiritual del serbis, ha estat acusada de ser un aliat natural del nacionalisme més radical i expansionista. Per altra banda, la seva presència territorial l'ha fet vulnerable a múltiples atacs i l'enfrontà al govern de Slobodan Milošević, especialment amb el protagonisme creixent que el Patriarca Pavle guanyà durant la dècada dels noranta.
Des del començament de la guerra a Croàcia el 1991, moltes esglésies van ser parcialment o totalment destruïdes. Els bisbes i els sacerdots de les eparquies de Karlovac, Eslavònia i Dalmàcia van esdevenir refugiats. Almenys aquestes tres darreres foren completament abandonades després de l'èxode sèrbi de Croàcia l'any 1995. L'eparquia de Dalmàcia es va traslladar temporalment a Knin després de l'establiment de la República Sèrbia de Krajina. L'eparquia d'Eslavònia es va traslladar de Pakrac a Daruvar. Després de l'Operació Tempesta, es van veure especialment afectats el monestirs de Krupa (cremat) i Krka (assaltat), ambdós del segle xiv. Diverses eparquies i els seus fidels també es van veure afectades a causa de la guerra a Bòsnia i Hercegovina. L'eparquia de Dabar-Bosnia fou temporalment traslladada a Sokolac, i la seu de la de Zvornik-Tuzla a Bijeljina. Més de cent propietats d'Església a l'eparquia de Zvornik-Tuzla eren destruïdes o fetes malbé durant la guerra. Molts monestirs i esglésies a l'eparquia de Zahumlje també eren destruïts. Durant aquest període, es generà un destacat nombre de refugiats.
A partir de 1998 la situació s'estabilitzà en aquests territoris, i moltes propietats de l'Església Sèrbia recobraren certa normalitat amb el retorn de bisbes i sacerdots. El procés de reconstrucció o rehabilitació de les edificacions afectades durant la guerra ha continuat fins avui, com el realitzat a la Catedral de Karlovac.

### Kosovo
A causa de la Guerra de Kosovo, a partir de 1999 nombrosos llocs sagrats ortodoxos a la província van quedar ocupats només pel clergat. Des de l'arribada de tropes de l'OTAN el juny de 1999, 156 esglésies i monestirs han estat destruïts o han patit una important degradació, i diversos clergues han estat assassinats. Durant els incidents iniciats a la zona el 17 de març de 2004, en pocs dies 35 esglésies i monestirs van ser atacats i en alguns casos detruïts.

## Organització i jurisdiccions territorials

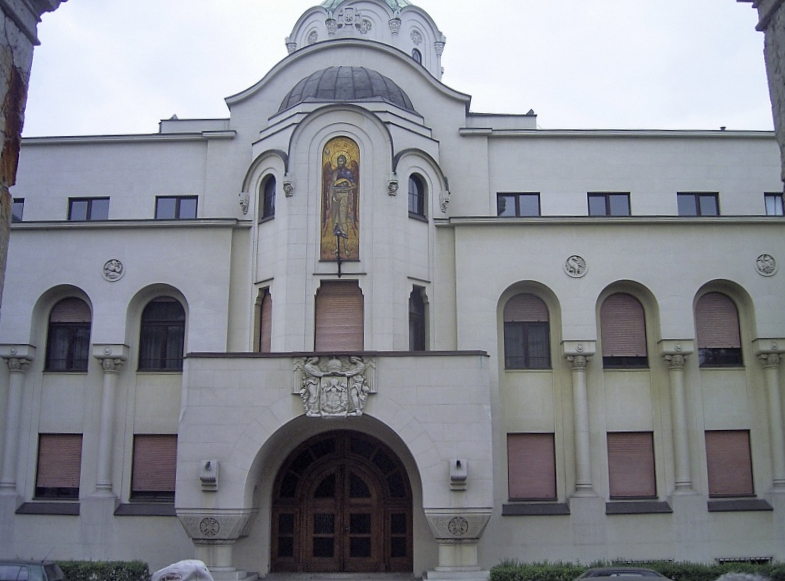
Seu patriarcal a Belgrad

El primat de l'Església Sèrbia porta el títol d'Arquebisbe de Peć, Metropolità de Belgrad-Karlovtzi i Patriarca de Sèrbia, i des de 2010 ocupa el càrrec el Patriarca Irineu. El Sant Sínode que governa l'Església Sèrbia està format pel mateix Patriarca, els Metropolitans, els Bisbes, l'Arquebisbe d'Ohrid i els Vicaris.
| Metròpoli                                                                                       | Seu                         | Territori                                                       | Catedral                                      | Fundació                                        |
| ----------------------------------------------------------------------------------------------- | --------------------------- | --------------------------------------------------------------- | --------------------------------------------- | ----------------------------------------------- |
| Belgrad (Metropolità de Belgrad i Karlovci)                                                     | Belgrad                     | Sèrbia                                                          | Catedral de l'Arcàngel Sant Miquel de Belgrad | 1931                                            |
| Dabar-Bòsnia (Metropolità de Dabar-Bòsnia)                                                      | Sarajevo                    | Bòsnia i Hercegovina                                            | Catedral de la Nativitat de la Theotokos      | 1220                                            |
| Montenegro i el Litoral (Metropolità de Montenegro i el Litoral)                                | Cetinje                     | Montenegro                                                      | Monestir d'Ostrog                             | 1219                                            |
| Oest Mitjà (Metropolità de l'Oest Mitjà americà)                                                | Chicago                     | Estats Units                                                    | Monestir de Sant Sava                         | 1963                                            |
| Zagreb i Ljubljana (Metropolità de Zagreb, Ljubljana i Tot Itàlia)                              | Zagreb                      | Croàcia, Eslovènia i Itàlia                                     |                                               | 1931                                            |
| Monestir de New Gračanica (Bisbe dels Estats Units i el Canadà i del Monestir de New Gračanica) | Third Lake, Illinois        | Estats Units i el Canadà                                        | Monestir de New Gračanica                     | 1963                                            |
| Diòcesi                                                                                         | Seu                         | Territori                                                       | Catedral                                      | Fundació                                        |
| Austràlia and Nova Zelanda (Bisbe d'Austràlia i Nova Zelanda)                                   | Elaine, Victoria, Austràlia | Austràlia i Oceania                                             | Monestir de New Kalenić                       | 1973                                            |
| Banat (Bisbe de Banat)                                                                          | Vršac                       | Sèrbia                                                          | Catedral de Sant Nicolau                      | 1932                                            |
| Bačka (Bisbe de Bačka)                                                                          | Novi Sad                    | Sèrbia                                                          | Catedral de Sant Jordi                        |                                                 |
| Braničevo (Bisbe de Braničevo)                                                                  | Požarevac                   | Sèrbia                                                          |                                               | 1018, restablert el 1921                        |
| Budimlje i Nikšić (Bisbe de Budimlje i Nikšic)                                                  | Berane                      | Montenegro                                                      | 1219, restablert el 2001                      |                                                 |
| Banja Luka (Bisbe de Banja Luka)                                                                | Banja Luka                  | Bòsnia i Hercegovina                                            | Catedral de Crist Salvador                    | 1900                                            |
| Bihać i Petrovac (Bisbe de Bihać i Petrovac)                                                    | Bosanski Petrovac           | Bòsnia i Hercegovina                                            |                                               | 1925 (Diòcesi de Bihać), 1990 (Petrovac afegit) |
| Britànnia i Escandinàvia (Bisbe de Britànnia i Escandinàvia)                                    | Estocolm                    | Gran Bretanya, Noruega, Suècia, Islàndia, Finlàndia i Dinamarca |                                               | 1990                                            |
| Buda (Budim) (Bisbe de Buda)                                                                    | Sentandreja                 | Hongria, República Txeca, i Eslovàquia                          |                                               | 1740s                                           |
| Canadà (Bisbe de Canada)                                                                        | Milton, Ontario             | Canadà                                                          | Monestir de la Santa Transfiguració           | 1983                                            |
| Europa central (Bisbe d'Europa Central)                                                         | Himmelsthür                 | Alemanya, Àustria, i Suïssa                                     | Monestir de Himmelsthür                       | 1990                                            |
| Dalmàcia (Bisbe de Dalmàcia)                                                                    | Šibenik                     | Croàcia                                                         |                                               |                                                 |
| Amèrica de l'Est (Bisbe d'America de l'Est)                                                     | Mars, PA                    | Estats Units                                                    | Catedral de la Santíssima Trinitat            |                                                 |
| Mileševa (Bisbe de Mileševa)                                                                    | Mileševa                    | Sèrbia                                                          | Monestir de Monestir de Mileševa              | 1992                                            |
| Niš (Bisbe de Niš)                                                                              | Niš                         | Sèrbia                                                          |                                               |                                                 |
| Osječko polje i Baranja (Bisbe d'Osječko polje i Baranja)                                       | Dalj                        | Croàcia                                                         |                                               |                                                 |
| Ras i Prizren (Bisbe de Ras i Prizren)                                                          | Prizren                     | Sèrbia                                                          | Monestir de Gračanica                         |                                                 |
| Šabac (Bisbe de Šabac)                                                                          | Šabac                       | Sèrbia                                                          |                                               | 1835                                            |
| Eslavònia (Bisbe d'Elavònia)                                                                    | Pakrac                      | Croàcia                                                         |                                               |                                                 |
| Srem (Bisbe de Srem)                                                                            | Sremski Karlovci            | Sèrbia                                                          | Catedral de Sant Demetri                      |                                                 |
| Šumadija (Bisbe de Šumadija)                                                                    | Kragujevac                  | Sèrbia                                                          |                                               | 1947                                            |
| Timişoara (Bisbe de Timişoara)                                                                  | Timişoara                   | Romania                                                         |                                               |                                                 |
| Timok (Bisbe de Timok)                                                                          | Zaječar                     | Sèrbia                                                          |                                               | 1830s                                           |
| Alt Karlovac (Bisbe de l'alt Karlovac)                                                          | Karlovac                    | Croàcia                                                         |                                               | 1695                                            |
| Valjevo (Bisbe de Valjevo)                                                                      | Valjevo                     | Sèrbia                                                          |                                               | 2006                                            |
| Vranje (Bisbe de Vranje)                                                                        | Vranje                      | Sèrbia                                                          | Catedral dels Tres Jerarques                  | 1975                                            |
| Amèrica Occidental (Bisbe d'Amèrica Occidental)                                                 | Alhambra, California        | Estats Units                                                    | Catedral de Sant Esteve                       | 1963                                            |
| Europa Occidental (Bisbe d'Europa Occidental)                                                   | París                       | França, Bèlgica, Països Baixos, Luxemburg i Espanya             |                                               | 1994                                            |
| Zahumlje i Hercegovina (Bisbe de Zahumlje i Hercegovina)                                        | Trebinje                    | Bòsnia i Hercegovina                                            | Monestir de Tvrdoš                            | 1219                                            |
| Žiča (Bisbe de Žiča)                                                                            | Kraljevo                    | Sèrbia                                                          | Monestir de Žiča                              |                                                 |
| Zvornik and Tuzla (Bisbe de Zvornik i Tuzla)                                                    | Bijeljina                   | Bòsnia i Hercegovina                                            |                                               |                                                 |
| Arquebisbat d'Ohrid                                                                             |                             |                                                                 |                                               |                                                 |
| Metropolitans                                                                                   | Seu                         | Territori                                                       | Catedral                                      | Fundació                                        |
| Skopje (Arquebisbe d'Ohrid i Metropolità de Skopje)                                             | Skopje                      | Macedònia del Nord                                              |                                               | 2002                                            |
| Diòcesi                                                                                         | Seu                         | Territori                                                       | Catedral                                      | Fundació                                        |
| Prespa and Pelagonija                                                                           | Bítola                      | Macedònia del Nord                                              |                                               | 1931 (Diòcesi d'Ohrid i Bítola)                 |
| Bregalnica (Bisbe de Bregalnica)                                                                | Xtip                        | Macedònia del Nord                                              |                                               |                                                 |
| Dèbar and Kičevo                                                                                |                             | Macedònia del Nord                                              |                                               |                                                 |
| Polog and Kumànovo (Bisbe de Polog i Kumànovo)                                                  | Kumànovo                    | Macedònia del Nord                                              |                                               |                                                 |
| Veles and Povardarie                                                                            |                             | Macedònia del Nord                                              |                                               |                                                 |
| Strumica                                                                                        |                             | Macedònia del Nord                                              |                                               |                                                 |